# Bocquillonia codonostylis
Bocquillonia codonostylis är en törelväxtart som först beskrevs av Henri Ernest Baillon, och fick sitt nu gällande namn av Airy Shaw. Bocquillonia codonostylis ingår i släktet Bocquillonia och familjen törelväxter. Inga underarter finns listade i Catalogue of Life.